# Annesley
Annesley is een civil parish in het bestuurlijke gebied Ashfield, in het Engelse graafschap Nottinghamshire met 1162 inwoners.